# Neolophonotus gorongoza
Neolophonotus gorongoza är en tvåvingeart som beskrevs av Jason Gilbert Hayden Londt 1988. Neolophonotus gorongoza ingår i släktet Neolophonotus och familjen rovflugor.
Artens utbredningsområde är Moçambique. Inga underarter finns listade i Catalogue of Life.